# لحن السعادة (فلم)
لحن السعادة هو فيلم سينمائي رومانسي درامي مصري أُنتج عام 1960 من تمثيَل محرم فؤاد، وإيمان، وإخراج حلمي رفلة.

## قصة الفيلم
إحسان (محرم فؤاد) شابٌ يعيش مع خاله جلال باشا (زكي رستم) الثري المتعجرف . يقع في حب حنان (إيمان)، وهي ابنة مختار السيد (حسين رياض) الرجل الطيب . يعاني ذلك الشاب من خاله الذي يسعى للاستيلاء على أرض ذلك الرجل الطيب.

## أغاني الفيلم
غنى محرم في الفيلم ثلاث أغان، هي:
| الأغنية       | المؤلف          | الملحن      |
| ------------- | --------------- | ----------- |
| شفت بعيني     | مرسي جميل عزيز  | منير مراد   |
| الحب الأولاني | إسماعيل الحبروك | بليغ حمدي   |
| يوم العيد     | مرسي جميل عزيز  | محمد الموجي |

## روابط خارجية
- مقالات تستعمل روابط فنية بلا صلة مع ويكي بيانات